# سیارک ۹۵۵۶
سیارک ۹۵۵۶ (به انگلیسی: 9556 Gaywray، نامگذاری:1986GF) نه هزار و پانصد و پنجاه و ششمین سیارک کشف شده‌است که در ۸ آوریل ۱۹۸۶ کشف شد.